# Горішний Василь Михайлович
Васи́ль Миха́йлович Горі́шний (нар. 6 травня 1938, село Білоголови, тепер Тернопільського району Тернопільської області) — український радянський діяч, слюсар виробничого об'єднання «Тернопільський комбайновий завод». Депутат Верховної Ради УРСР 8—10-го скликань.

## Біографія
Народився в селянській родині. З 1955 року — причіплювач тракторної бригади, учень Золочівського ремісничого училища Львівської області. У 1957 році — електрик колгоспу імені Дзержинського Зборівського району Тернопільської області.
У 1957—1958 роках — служба на Військово-Морському флоті СРСР.
У 1958—1960 роках — завідувач сільського клубу.
З 1960 року — слюсар Тернопільського комбайнового заводу, слюсар виробничого об'єднання «Тернопільський комбайновий завод імені XXV з'їзду КПРС».
Член КПРС з 1972 року.
У 1977 році закінчив Тернопільський фінансово-економічний інститут (нині - Західноукраїнський національний університет).
З 1986 року — заступник голови профспілкового об'єднання, заступник начальника корпусу збирання комбайнів виробничого об'єднання «Тернопільський комбайновий завод».
Потім — на пенсії в місті Тернополі.

## Нагороди
- орден Трудового Червоного Прапора
- орден Трудової Слави 1-го ст.
- орден Трудової Слави 2-го ст.
- орден Трудової Слави 3-го ст.
- ордени
- медалі